# Центр задоволення
Центр задоволення — загальний термін для ряду структур мозку, стимулювання яких призводить до почуття насолоди.

## Експерименти над гризунами

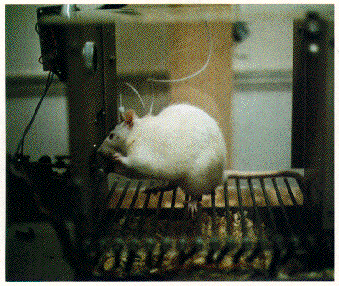
Лабораторний щур в спеціальному ящику натискає важіль. До голови тварини прикріплені стимулятори

Центр задоволення був відкритий в 1954 році Джеймсом Олдсом і Пітером Мілнером, яких цікавило питання про те, чи може щурам стати некомфортно при електричному стимулюванні певних ділянок мозку, зокрема, при стимулюванні лімбічних систем. Експеримент був побудований наступним чином: електричний струм вмикався, коли щури заходили в певний кут клітки. Відповідно до теорії, вони повинні були б цуратися кута (обходити), якби ефектом був дискомфорт. Замість цього вони дуже швидко поверталися назад після першої стимуляції, і ще швидше після другої. У пізніших експериментах вчені дозволили щурам натискати на важіль стимуляції самостійно, в результаті чого вони почали стимулювати себе до семисот разів на годину (700 разів/год). Ця ділянка мозку незабаром стала відома як «центр задоволення».
Щури в ящиках Скіннера з імплантованими в прилегле ядро металевими електродами починали повторно натискати на важіль, який активував цю зону, забуваючи згодом про прийняття їжі та води, і, зрештою, помирали від виснаження. Вчені, що досліджують поведінку гризунів, прийшли до висновку, що медіальний передньомозковий пучок є центром задоволення у щурів. Якщо щуру дати вибір між стимулюванням переднього мозку або їжею, то він буде стимулювати передній мозок до виснаження.
Однак, тепер є твердження, що це не центр задоволення, а центр очікування задоволення.

## Прилегле ядро
Прилегле ядро, яке є частиною лімбічної системи, та відіграє важливу роль при статевому збудженні і наркотичному сп'янінні.

## Префронтальна кора
Лімбічна система також тісно пов'язана з префронтальною корою головного мозку. Деякі вчені стверджують, що цей зв'язок обумовлює задоволення, яке викликається розв'язанням задач. Раніше застосовувався метод хірургічного лікування важких психічних розладів, що полягав у хірургічному перериванні зв'язку між лімбічною системою і префронтальною корою (префронтальна лоботомія). Пацієнти, які були піддані цій операції, в багатьох випадках ставали пасивними та втрачали мотивацію.